# Шамберо
Шамберо (фр. Chamberaud) насеље је и општина у централној Француској у региону Лимузен, у департману Крез која припада префектури Обисон.
По подацима из 2011. године у општини је живело 96 становника, а густина насељености је износила 12,9 становника/km². Општина се простире на површини од 7,44 km². Налази се на средњој надморској висини од 482 метара (максималној 586 m, а минималној 392 m).

## Демографија
| 1962. | 1968. | 1975. | 1982. | 1990. | 1999. | 2011. |
| ----- | ----- | ----- | ----- | ----- | ----- | ----- |
| 110   | 129   | 96    | 125   | 113   | 121   | 96    |

График промене броја становника у току последњих година